# Шукшунов Валентин Юхимович
Валенти́н Юхи́мович Шукшу́нов (* 20 травня 1938, Краснодон) — український та російський вчений, професор, конструктор, політичний діяч. 1980 — заслужений діяч науки і техніки РСФСР, 1981 року нагороджений орденом «Знак пошани», 1986 — Трудового Червоного Прапора, 1998 — орденом РФ «Знак Пошани», 2007 — орденом «За заслуги перед Вітчизною».

## Початки наукової роботи
1961 року закінчує Новочеркаський політехнічний інститут.
В 1962–1988 роках працював у Новочеркаському політехнічному інституті — як асистент, з 1971 — завідувач кафедри, у 1981–1988 — директор інституту.
У 1973–1988 роках одночасно з основною роботою працював директором-головним конструктором Особливого конструкторсько-технологічного бюро «Орбіта». Очолював роботи по створенні комплексних автоматизованих систем проєктування, виробництва та випробовувань складних та відповідальних виробів спеціального призначення та тренувально-моделювального комплексу — включав засоби теоретичної, медичної та професійної підготовки екіпажів на базі Центру підготовки космонавтів ім. Ю. Гагаріна. В тому часі керував кооперованою роботою промислових підприємств, об'єднань, НДІ, КБ та ВНЗ 18 міністерств та відомств. Були створені тренажерні комплекси по космічних програмах «Буран», «Мир», «Салют», «Союз», різноманітні комплексні та спеціалізовані тренажери нових поколінь — вони стають основою протягом двох десятків років російських та міжнародних космічних екіпажів.
Як ректор сприяв становленню тісних взаємовідносин ВНЗ з промисловими підприємствами на основі створення Навчально-науково-виробничих комплексів.

## В РФ
1988 року призначений заступником голови Державного комітету СРСР по народній освіті, працював на цій посаді до 1992 року.
За його ініціативи та особистої участі 1990 року починають створюватися наукові та технологічні парки.
Засновується Асоціація «Наукові та технологічні парки вищої школи», згодом переформатована в Асоціацію «Технопарк» — в 2010-х роках включає над 70 технопарків.
В 1988–1992 роках був співголовою робочої групи по співробітництву в царині освіти між СРСР (в подальшому РФ) та Китаєм.
1992 року засновує та обирається президентом Міжнародної академії наук вищої школи, 1997 року переобраний.
1999 року з його подачі засновується Академія наук вищої школи Російської Федерації, очолює її.
Під його керівництвом напрацьовано наукове забезпечення та поводилася практична робота по впровадженню інтеграції систем держав-учасників СНД, по формуванню загального освітнього простору, щодо розробки ґрунтовного наукового забезпечення розвитку вищої освіти, по розробленні ідей інноваційної освіти, та по науковому обґрунтуванню модернізації освіти в РФ.
Входив до складу Державної комісії РФ щодо розробки Національної доктрини освіти.
Ініціював створення Ради по співробітництву в галузі освіти країн-учасниць СНД.
1996 року призначений радником Голови Державної Думи РФ по науці та освіті, брав участь у розробленні законопроєктів в сфері освіти.
1999 року обраний президентом Південно-Російського державного технічного університету (Новочеркаськ) та головою піклувальної ради.
2000 року створює та обирається президентом Асоціації технічних університетів Північного Кавказу.

## Джерело
- Люди. Валентин Шукшунов(рос.)